# Natação nos Jogos Olímpicos de Verão de 1900 - 200 m costas masculino
A competição dos 200 m costas masculino nos Jogos Olímpicos de Verão de 1900 foi uma das sete provas da natação desta edição dos Jogos. A competição contou com 16 nadadores, e foi disputada entre os dias 11 de agosto e 12 de agosto.

## Medalhistas
| Ouro   | GBR John Arthur Jarvis |
| Prata  | HUN Zoltán Halmay      |
| Bronze | FRA Louis Martin       |

## Resultados

### Semifinais

#### Semifinal 1
| Pos. | Atleta               | Tempo  | Notas |
| ---- | -------------------- | ------ | ----- |
| 1    | GER Ernst Hoppenberg | 2:54.4 | Q     |
| 2    | GBR Robert Crawshaw  | 3:15.0 | q     |
| 3    | GBR Thomas Burgess   | 3:50.4 | q     |
| 4    | ITA Bussetti         | 4:09.2 | q     |
| 5    | FRA Lapostolet       | 4:34.6 |       |
| 6    | FRA Fumouze          | 5:17.0 |       |

#### Semifinal 2
| Pos. | Atleta               | Tempo  | Notas |
| ---- | -------------------- | ------ | ----- |
| 1    | NED Johannes Bloemen | 3:09.2 | Q     |
| 2    | FRA de Romand        | 3:56.6 | q     |
| 3    | FRA Chevrand         | 4:42.0 |       |

#### Semifinal 3
| Pos. | Atleta             | Tempo  | Notas |
| ---- | ------------------ | ------ | ----- |
| 1    | AUT Karl Ruberl    | 2:56.0 | Q     |
| 2    | NED Johannes Drost | 3:10.2 | q     |
| 3    | FRA Jean Leuilliux | 3:10.2 | q     |
| 4    | SWE Erik Erickson  | 4:05.4 | q     |
| 5    | FRA Lué            | 4:10.0 |       |
| 6    | FRA Peyrusson      | 4:15.6 |       |
| 7    | FRA Texier         | 4:49.0 |       |

### Final
| Pos.              | Atleta               | Tempo  |
| ----------------- | -------------------- | ------ |
| Medalha de ouro   | GER Ernst Hoppenberg | 2:47.0 |
| Medalha de prata  | AUT Karl Ruberl      | 2:56.0 |
| Medalha de bronze | NED Johannes Drost   | 3:01.0 |
| 4                 | NED Johannes Bloemen | 3:02.2 |
| 5                 | GBR Thomas Burgess   | 3:12.0 |
| 6                 | FRA de Romand        | 3:38.0 |
| 7                 | ITA Bussetti         | 3:45.0 |
| 8                 | SWE Erik Erickson    | 3:56.4 |
| —                 | GBR Robert Crawshaw  | DNF    |
| —                 | FRA Jean Leuillieux  | DNF    |

Legenda
| Recorde mundial      | Recorde mundial (World record)               |                       | Recorde africano                      | Recorde africano (African) |                                           | Q | Classificado por posição (Qualified) |
| Recorde olímpico     | Recorde olímpico (Olympic record)            | Recorde da América    | Recorde da América (Americas)         | q                          | Classificado por melhor tempo (Qualified) |   |                                      |
| Melhor marca do ano  | Melhor marca do ano (World leading)          | Recorde asiático      | Recorde asiático (Asian)              | DNS                        | Não largou (Did not start)                |   |                                      |
| Recorde nacional     | Recorde nacional (National record)           | Recorde europeu       | Recorde europeu (European)            | DNF                        | Não terminou (Did not finish)             |   |                                      |
| Recorde pessoal      | Recorde pessoal do atleta (Personal best)    | Recorde da Oceania    | Recorde da Oceania (Oceania)          | DSQ / DQ                   | Desclassificado (Disqualified)            |   |                                      |
| Recorde da temporada | Recorde da temporada do atleta (Season best) | Recorde sul-americano | Recorde sul-americano (South America) | NM                         | Sem marca (No mark)                       |   |                                      |